# Máy bắn đá

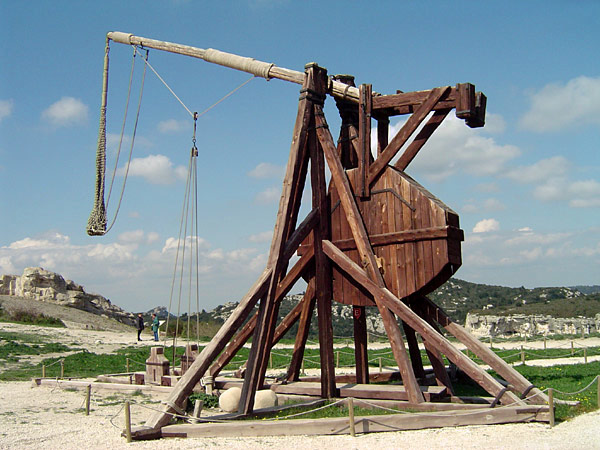
Máy bắn đá

Máy bắn đá là loại vũ khí mạnh thời cổ. Các nhà nghiên cứu cho là được phát minh năm 399 trước công nguyên. Còn có tên gọi là Sảo pháo hay Cự thạch pháo.

## Lịch sử
Các nhà nghiên cứu còn nhiều tranh cãi về lịch sử máy ném đá. Nhưng ở Việt Nam, Nguyên Sử có ghi nhận quân Đại Việt đã dùng máy ném đá để chống quân Mông Nguyên, gọi là pháo 炮. Máy ném đá do người Chiêm Thành sử dụng chống lại quân Nguyên do Toa Đô chỉ huy thế kỷ 13, gọi là (Hồi hồi pháo), loại có cần pháo ghép từ ba thanh gỗ gọi là "Hồi Hồi tam sảo pháo" 回回三梢炮. Hiện nay người ta tạm thống nhất Máy ném đá lớn nhất là của quân Nguyên - Mông dùng khi đánh Biện Kinh (kinh đô nước Kim) năm 1234 có 13 sảo, dùng 500 người kéo dây, bắn đạn đá nặng 60 kg
Vào cuối những năm 1260, trong cuộc vây hãm hai thành Phàn Thành và Tương Dương của nhà Tống, quân Mông Cổ đã nhờ 2 kỹ sư người Ba Tư lắp đặt hàng loạt máy Trebuchet để công phá Tương Phàn, mỗi máy bắn đá mới này có thể phóng các quả đạn nặng 300 kg và tầm xa 500m. Kết quả là sau 6 năm trời chống đỡ kiên cường (1267-1273), hai tòa thành này đã bị san bằng, buộc lực lượng phòng thủ phải đầu hàng.
Trong cuộc vây hãm tại lâu đài Stirling năm 1304, vua nước Anh là Edward Longshanks đã cho chế tạo một cỗ máy Trebuchet khổng lồ có tên gọi là "Warwolf". Cỗ máy khủng khiếp này có thể bắn những tảng đá nặng tới 300 lbs (140 kg), hủy diệt được những mục tiêu kiên cố nhất của kẻ thù.
Người Trung Quốc đã có loại vũ khí tương tự như Trebuchet từ thế kỷ thứ 4 TCN. Tuy vậy, những cỗ máy của họ nhỏ hơn và đóng vai trò ít quan trọng hơn trong các trận đánh công thành.
Để đối phó lại sức công phá của Trebuchet, các công trình sư thời Trung cổ đã phải thiết kế các thành lũy, pháo đài với độ dày lớn nhất có thể.

## Cấu tạo
Dùng nguyên lý đòn bẩy và tính đàn hồi của cần để bắn đá đi. Gồm: giá chắc chắn bằng gỗ chôn chặt xuống đất hoặc đặt trên xe di động, có một hay nhiều cần còn được gọi là sảo gắn với giá bằng trục ngang, đầu trên của cần buộc nhiều dây da bền chắc, mỗi đầu dây có từ một đến hai người kéo khi bắn, đầu dưới cần được buộc các giỏ đựng đá. Khối lượng đá tùy thuộc vào số cần và số dây kéo.

## Vận hành

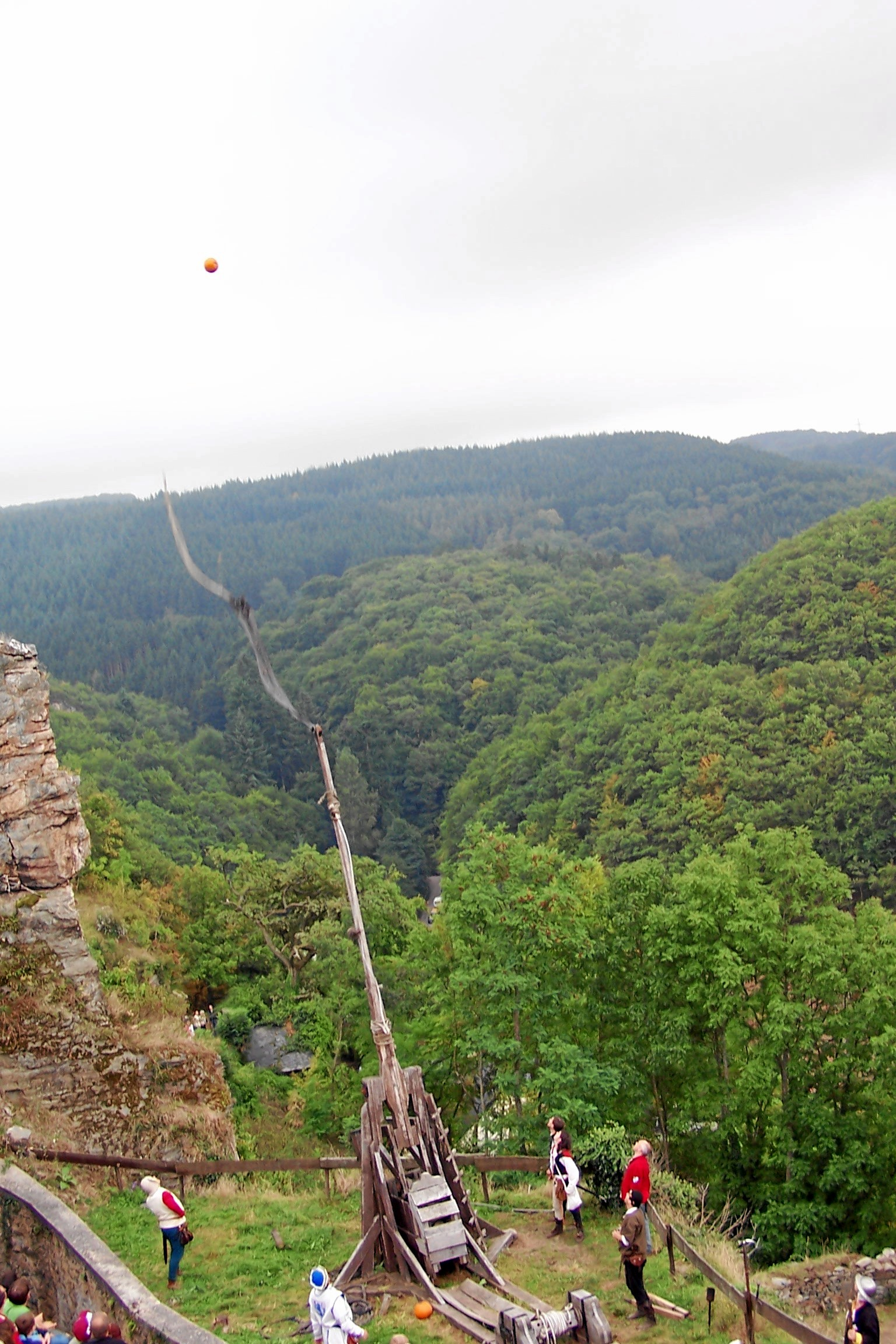
Bắn thử nghiệm

Trebuchet hoạt động bằng nguyên lý cơ học về lực đòn bẩy để đẩy 1 hòn đá hay cái loại đạn khác xa và chính xác hơn nhiều so với một máy bắn đá (nỗ pháo) Catapult. Sợi dây treo và cánh tay đòn vung lên thành tư thế thẳng đứng, thường được trợ giúp bằng một cái móc, đoạn cuối sợi dây treo tung ra, đẩy viên đạn về phía mục tiêu với sức mạnh khủng khiếp.
Có nhiều kỹ thuật tiến bộ đã được áp dụng lên Trebuchet. Các nhà khoa học hiện vẫn đang tranh cãi về việc liệu những người thời xưa có sử dụng hệ thống bánh xe để hấp thụ những lực dư thừa và truyền trở lại vào trong viên đạn. Một thanh chắn được đặt ở điểm dừng của cánh tay đòn có thể sử dụng để tăng lợi thế đàn hồi tự nhiên của gỗ (hay kim loại), nó có sự tương đồng lớn với một máy Catapult.

## Tác dụng
Sát thương sinh lực, phá hủy doanh trại, phá hủy thành trì. Sức tàn phá cao, còn có thể để cản đường rút lui của địch. Bản thân Trebuchet từ một vũ khí tấn công đã được sử dụng vào mục đích phòng thủ bằng cách đặt chúng trên những tháp canh khổng lồ mà di tích còn lưu lại ở một số địa điểm như Damascus, Bosra (Syria), Cairo (Ai Cập).